# Snot
Snot je američki rock sastav iz Sante Barbare. Prekinuli su s radom 1998. godine, nakon što je pjevač i suosnivač sastava Lynn Strait poginuo u prometnoj nesreći. Ponovno su se, s novom postavom, okupili 2008. godine.

## Povijest sastava
Snot su 1995. osnovali Lynn Strait i Mike Doling. Nakon nastupanja po Los Angelesu, potpisuju za izdavačku kuću Geffen Records, te svoj prvi studijski album Get Some objavljuju 27. svibnja 1997. Iduće godine nastupaju na Ozzfestu, te počinju snimati materijale za novi album. Dana 11. prosinca 1998., Lynn Strait je poginuo u prometnoj nesreći, kada se u njegov automobil sudario kamion, te se sastav raspušta.
Budući da Strait nije snimio vokale za novi album, članovi sastava su odlučili pozvati na suradnju njegove prijatelje, te je tako u spomen na njega 7. studenog 2000. objavljen album Strait Up. Između ostalih, na njemu su nastupili pjevači sastava Korn, Slipknot, Sevendust, Hed PE, Coal Chamber, Sugar Ray, System of a Down, Soulfly, te Ozzy Osbourne.
Također, sastav je 30. srpnja 2002. objavio i album uživo Alive!. U travnju 2007. sastav je nastupio na koncertu u Anaheimu, s Jeffom Weberom, pjevačem sastava Invitro. Sastav se ponovno okupio u srpnju 2008., a novi pjevač je postao Tommy "Vext" Cummings iz sastava Divine Heresy.

## Članovi sastava
- Tommy "Vext" Cummings — vokal (2008.-)
- Mike Doling — gitara (1995. – 1998., 2008.-)
- Sonny Mayo — gitara (1995. – 1998., 2008.-)
- John Fahnestock — bas-gitara (1995. – 1998., 2008.-)
- Jamie Miller — bubnjevi (1995. – 1998., 2008.-)

### Bivši članovi
- Lynn Strait — vokal (1995. – 1998.)
- Shannon Larkin — bubnjevi (1998.)
- Mike Smith — gitara (1998.)

## Diskografija
- Get Some (1997.)
- Strait Up (2000.)
- Alive! (2002.)

## Vanjske poveznice
- Službena stranica  Arhivirana inačica izvorne stranice od 26. travnja 2009. (Wayback Machine)